# Leo Rojas
Leo Rojas (Ecuador, 1984. október 18. –) ecuadori pánsíp játékos.

## Pályakép
Rojas 1984-ben született Ecuadorban. Spanyolországban nőtt fel. Családja Ecuadorban maradt. Ettől kezdve turista útlevéllel utazott Németország és Ecuador között. Lengyel feleségével Berlinben bolti eladóként élt.
Németországban a pánsíp használatát különleges szintre fejlesztette, és profi zenészként műveli. 
Rojas utcazenészként kezdte karrierjét Berlinben, majd felesége unszolására nevezett be a Das Supertalent német tehetségkutatóba (Britain's Got Talent német verziója) ahol egészen a döntőig jutott, végül meg is nyerte a tehetségkutatót. 2012-ben Dieter Bohlen közreműködésével jelent meg önálló albuma, ami aranylemez lett. 2019-ben ő is - csakúgy mint Bonnie Tyler, Lionel Richie és Susan Boyle - meghívást kapott Ferenc Pápától a Vatikánba és fellépett a karácsonyi koncerten.
Hivatalos Instagram-oldalán december 23-án egy közös fotót osztott meg, amelyen Bonnie Tyler kezében van a pánsípja, a kép alá pedig azt írta: "Mit szólnátok egy duetthez 2020-ban?".Bonnie 2021. februári interjúban a lengyel TVN televízió egyik műsorában adott élő videóinterjút, amelyben elmondta, hogy Leo Rojasszal a Vatikánban találkozott, ott hallotta milyen csodálatosan játszik pánsípon és fuvolán és hogy az egyik új dalába mindenképpen szeretné beépíteni. Megkérdezte tőle, hogy szeretne e közreműködni, Rojas pedig boldogan igent mondott.

## Lemezek
- El pastor solitario (2011)
- El cóndor pasa (2012)
- Nature Spirits (2017)
- Dusk (2017)

### Albumok
- Spirit of the Hawk (2012)
- Flying Heart (2012)
- Albatross (2013)
- Das Beste (2015)
- Leo Rojas (2017)

### Közreműködések
- Stuck to My Guns dalban Bonnie Tyler The Best Is Yet To Come című albumán (2021)